# Business & Information Systems Engineering
Business & Information Systems Engineering is een wetenschappelijk tijdschrift op het gebied van de informatiesystemen. Het bestaat uit een Engelse vertaling van het Duitstalige, aan collegiale toetsing onderworpen wetenschappelijke tijdschrift Wirtschaftsinformatik (ISSN 0937-6429).
De naam wordt in literatuurverwijzingen meestal afgekort tot Bus. Inform. Syst. Eng+. Het wordt uitgegeven door Gabler Verlag en verschijnt tweemaandelijks. Het eerste nummer verscheen in 2009.